# Глюкозо-6-фосфатдехидрогеназна недостатъчност
Глюкозо-6-фосфат дехидрогеназен дефицит или G6PD недостатъчност представлява кръвна аномалия, при която не достига необходимото количество от ензима „глюкозо-6-фосфат дехидрогеназа“. Ензимът се съхранява в червените кръвни клетки като при нарушеното му количество затруднява нормалното функциониране на кръвни клетки. Тази недостатъчност може да предизвика хемолитична анемия. Тя обикновено може да бъде провокирана от медикаменти, храна и инфекции. Повечето хора с G6PD недостатъчност нямат никакви симптоми и дори не знаят за нейното съществуване и анемия могат да развият едва след настъпване на критичния баланс на ензима, което се изразява в неговото разпадане провокирано от външни фактори.
Намаленото съдържание на ензима може да доведе до хронична анемия. G6PD ензимът е съставка към червените кръвни клетки. Той участва в механизма на обмен на въглехидрати и снабдява организма с енергия. Също защитава червените клетки от някои съставки в медикаментите, вирусни заболявания и инфекции. G6PD недостатъчност е генетична аномалия и тя е заложена в човека още при самото му раждане. Предава се от родителя единствено чрез Х хромозомата.

## Разпространение
Тази ензимна аномалия се среща често при населението около Средиземно море. Предимно сред италианци, гърци и араби. Аномалията варира в различни степени в тези групи. Тя засяга и райони в Африка и Америка. Това се дължи на факта, че в тези географски райони съществува малария. Хората с понижена активност на ензима имат по-нисък риск да се разболеят от малария, понеже маларийният плазмодий не може да живее в еритроцитите на носителите на този молекулен дефект. Вероятно това е елемент на генетична еволюция за тези географски райони.

## Лечение
Най-важната мярка е избягването на лекарства и храни, които предизвикват хемолиза. Ваксинация срещу някои често срещани патогени (напр. хератит А) може да предотврати пристъпи, предизвикани от инфекция.
При остра форма на хемолиза може да се наложи преливане на кръв и дори диализа в случай на остра бъбречна недостатъчност. Кръвопреливането е важна симптоматична мярка, тъй като в преливаните червени кръвни клетки по принцип няма дефицит на G6PD.
При някои пациенти добре се отразява оперативното отстраняване на далака. Въпреки че витамин Е и селенът имат антиоксидантни свойства, тяхната употреба не намалява дефицита на G6PD.